# Тбилисское водохранилище
Тбилисское водохранилище (груз. თბილისის წყალსაცავი, в обиходе – Тбилисское море, თბილისის ზღვა) — водохранилище в северо-восточной части Тбилиси (Грузия).
Высота над уровнем моря — 535,5 м.
Длина достигает 9 км, а ширина — 3 км. Максимальная глубина 45 м, средняя глубина 26,6 м. Наполнение водохранилища происходит весной, летом и осенью вода из водохранилища интенсивно используется, за счёт чего сезонное колебание глубины составляет 7-10 м.
Тбилисское водохранилище относится к типу олиготрофных, однако в последнее время в тёплое время года наблюдаются явления эвтрофикации.
Водохранилище входит в Самгорскую оросительную систему. Берега водоёма широко используются в рекреационных целях. К северо-западной части водохранилища прилегает район Тэмка (от ТЭВЗ — Тбилисский электровозо-вагоностроительный завод), рядом располагался Тбилисский национальный парк.

## История
Создано в 1952 году путём затопления водами реки Иори трёх горько-солёных озёр. Для размещения строителей, инженеров и других работников треста «Самгорводстрой», занимавшегося возведением водохранилища и оросительной системы, был основан благоустроенный рабочий посёлок Орхеви, включавший жилые дома, социальные объекты и собственную промышленную базу.